# Csapó József (orvos)
Tagyosi Csapó József (Győr, 1734. július 18. – Debrecen, 1799. május 21.) orvos, debreceni főorvos, botanikus.

## Élete
Csapó József, Savoyai Eugén herceg jogi tanácsosának és Ott Máriának a fia volt. Alsóbb iskoláit szülőhelyén, a felsőbbeket Németországban és Svájcban hallgatta, 1759. augusztus 7. orvos lett. Hazatérte után Debrecen városa megválasztotta rendes orvosául, és e hivatalában 32 évet töltött.
Ő írta a második magyar nyelvű gyermekgyógyászati könyvet: Kis gyermekek ispitálja... A korábbi, 1760-ben megjelent hasonló témájú munka Weszprémi Istvántól való: A kisded gyermekeknek nevelésekről való rövid oktatás…
Arcképe rézmetszetben Trtina András által rajzolva 5. sz. munkája mellett.

## Munkái
- Disquisitio de praesentia liquidi nervei in musculo… Argentorati, 1756.
- Problema theoreticum de pleuritide. Basiliae, 1759.
- Dissertatio inaug. medica de febre Hungarica. Uo. 1759.
- Kis gyermekek ispitálja, melyben különféle nevezetesebb nyavalyái és külső hibái a kis gyermekeknek és ezek iránt lehető orvoslásnak módjai megirattak. Nagy-Károly 1771.
- “Új Füves és Virágos Magyar Kert” c. könyv 1775. Pozsony, Landerer nyomda, 5.2. u.a. - melyben mindenik fűnek és virágnak neve, neme, ábrázatja, természete és ezekhez képest különféle hasznai értelmesen megjegyeztettek. Pozsony, 1775. arck. (2. kiadás. Uo. 1792.)(ennek utánnyomatott kiadása 1987-ben jelent meg Budapesten).
- Orvosló könyvecske, mely betegeskedő szegény sorsú ember számára és hasznára készült. Uo. 1791.
- Valetudinarium infantile Hungaricum novum sistens morbos infantum centenos horumque tutos curandi modos… Pestini, 1794. (Kézirata, mely 1791. Debreczenben kelt, az Országos Széchényi Könyvtárban)

Kézirati munkája: Über zusammengewachsene Kinder (1791) az Országos Széchényi Könyvtárban.